# Hermas Deslauriers
Pour l’article homonyme, voir Deslauriers.
Hermas Deslauriers (21 octobre 1879-28 mai 1941) est un médecin et homme politique fédéral du Québec.

## Biographie
Né à Saint-Charles-sur-Richelieu dans la région de la Montérégie, M. Deslauriers étudia au Séminaire de Saint-Hyacinthe et ensuite à l'Université Laval.
Élu député des Libéraux de Laurier dans la circonscription fédérale de Sainte-Marie en 1917, il fut réélu député du Parti libéral du Canada en 1921, 1925, 1926, 1935 et en 1940. Il est mprt en fonction en 1941 à l'âge de 61 ans.